# Partnerství veřejného a soukromého sektoru
Partnerství veřejného a soukromého sektoru (v Evropské unii běžně označované anglickým výrazem Public Private Partnership – PPP) je takový smluvní vztah mezi soukromým a veřejným sektorem, jímž se soukromý sektor zavazuje k zajištění veřejných služeb nebo infrastrukturních projektů, které bývají typicky dodávány nebo provozovány veřejným sektorem. PPP jsou považovány za kontroverzní zdroje financování, jelikož pro soukromé subjekty bývají takové projekty zpravidla výnosnější než pro subjekty veřejné. Nejednotné vnímání podstaty PPP dále vede k obtížnému vyhodnocování takových partnerství.
Účelem PPP je:
- efektivnější alokace veřejných prostředků
- zajištění kvalitních veřejných služeb
- ekonomický růst a růst přímých zahraničních investic stimulováním soukromých investic do veřejné infrastruktury a veřejných služeb
- účinná kontrola vytváření dlouhodobých závazků veřejným sektorem
- omezení negativních dopadů nesystémově prováděných projektů v oblasti PPP
- posílení možností čerpání fondů Evropské unie zvýšením podílu spolufinancování soukromým sektorem na projektech veřejného zájmu.

## Definice
Existuje vícero pojetí tohoto pojmu. OECD například definuje PPP jako dlouhodobý smluvní vztah mezi veřejným a soukromým subjektem, přičemž soukromý subjekt vynakládá vlastní zdroje a nese část rizika spojeného s investicí. Dle jiného náhledu, PPP obvykle zahrnuje soukromé financování, konstrukci a správu objektu výměnou za příslib budoucích plateb z veřejného sektoru.

## Ekonomická teorie
Partnerstvím veřejného a soukromého sektoru se zabývá teorie smluv. První, kdo toto téma popsal, byl Oliver Hart. Z pohledu ekonomické teorie se PPP od klasických veřejných zakázek v infrastruktuře liší tím, že stavební a provozní fáze jsou spojené. Z toho plyne, že soukromá firma je motivována investovat do provozní fáze už v průběhu té stavební. Takové investice mohou být v důsledku žádoucí ale i nežádoucí; například pokud by investicí došlo ke snížení provozních nákladů tím, že by se zároveň snížila kvalita poskytovaných služeb. Je tedy žádoucí vždy na základě situace určit, zda je lepší zvolit PPP, nebo formu tradiční veřejné zakázky. Hartův model využili autoři dalších prací zabývající problematikou PPP, například při výzkumu externalit vznikajících mezi stavební a provozní fází.

## Způsoby financování
V některých případech nesou náklady spojené s užíváním služby výhradně její uživatelé. Jindy je kapitálová investice provedena soukromým subjektem, přičemž náklady na poskytování dané služby jsou alespoň zčásti hrazeny veřejným sektorem (vládní příspěvek může být i formou naturálií). Projekty s cílem vytvoření nějaké formy veřejného majetku (infrastruktury atd.) mohou být také zčásti financovány jednorázovou veřejnou dotací, aby se zajistila ekonomická životaschopnost projektu. Veřejný sektor také může projekt podpořit nepřímo a to například daňovými úlevami nebo anuitou.
Druhy PPP
- Smlouva o provozu a údržbě: Soukromý ekonomický subjekt spravuje na základě smlouvy s veřejným subjektem veřejný objekt po dané časové období. Pro soukromý subjekt se tento druh PPP nachází na dolním konci spektra angažovanosti i rizika.[8]
- Model konstrukce-financování: Soukromý subjekt postaví objekt, vlastními prostředky financuje stavbu, a po dokončení stavby aktivum předá veřejnému subjektu. Pro soukromý subjekt se tento druh PPP nachází na dolním konci spektra angažovanosti i rizika.[8]
- Model návrh-konstrukce-financování-údržba: Soukromý subjekt navrhne, postaví, zafinancuje objekt také se na základě smlouvy stará dlouhodobě o jeho údržbu. Pro soukromý subjekt se tento druh PPP nachází ve středu spektra angažovanosti i rizika.[8]
- Model návrh-konstrukce-financování-údržba-provoz: Soukromý subjekt je zodpovědný za celý projekt, včetně financování, i následného provozu i údržby objektu (např. dopravních staveb). Obvykle začne veřejný subjekt platit nájem za využívání objektu po skončení stavby. Tato forma spolupráce je v EU nejběžnější. Pro soukromý subjekt se tento druh PPP nachází v horní polovině spektra angažovanosti i rizika.[8][9]
- Koncese: Koncesionář ze soukromého sektoru provede investici, a spravuje objekt po dané časové období, na jehož konci přejde objekt zpět do veřejného vlastnictví. Pro soukromý subjekt se tento druh PPP nachází na vrcholu spektra angažovanosti i rizika.[8]

Některé druhy PPP, zahrnující vývoj nových technologií, obsahují dohodu o rozdělení zisku. To většinou obnáší rozdělení příjmu mezi vynálezce dané technologie a veřejný sektor, poté co dojde ke komercializaci technologie. Taková dohoda může být na omezenou dobu i na neurčito.

## Vývoj
Spolu s finanční krizí v roce 2008 se omezilo hojné užívání PPP. Zatímco mezi lety 1990 a 2009 bylo v EU uzavřeno téměř 1400 kontraktů na PPP v celkové výši 260 miliard euro, odhady hovoří o více než 40% úpadu po roce 2008. Investice do infrastruktury ve veřejném sektoru jsou vnímány jako jeden z hlavních motorů ekonomické aktivity. Kvůli roli, kterou PPP hraje v rozvoji infrastruktury ve veřejném sektoru a komplexitě uzavíraných kontraktů byla ustanoveno Evropské odborné centrum pro PPP (EPEC). Tento úřad ve spolupráci s Evropskou investiční bankou a s členskými státy sleduje situaci na odvětvových a vnitrostátních trzích PPP, přičemž poskytuje podporu při budování institucionálních kapacit ve vnitrostátních správních orgánech zabývajících se PPP.

## Efektivita
Řada studií zpochybňuje efektivitu PPP, jakožto úsporné a efektivní formy spolupráce. Obvyklý problém nastávající při realizaci PPP projektů je, že soukromý investor má větší rentabilitu, než je vládní dluhopisová sazba, přestože převážná většina rizika spojeného s projektem je nesena právě veřejným sektorem. Zpráva zveřejněna britským parlamentem zdůrazňuje, že řada soukromých investorů dosáhla nepřiměřeného zisku při realizaci nějakého PPP projektu, což by signalizovalo jejich přeplácení.
Správa smluv je klíčovým faktorem při dodávkách sdílených služeb. Služby, na něž je obtížné dohlížet nebo je plně popsat smluvním jazykem, setrvávají pod kontrolou obcí. Průzkum z roku 2007 který proběhl mezi starosty měst v USA ale odhalil, že obce často selhávají při dohlížení na řádné plnění smluv mající uzavřené se soukromými subjekty. Tento nedostatek je často zmiňovaný v pracích zabývajících se problematikou těchto dohod.
Příkladem selhání PPP je privatizace vodovodních služeb v 90. letech minulého století. Ze zkušenosti z rozvojových zemí vyplývá, že nadnárodní korporace nepřinesly zemím slíbené zlepšení po vstupu na trh. Místo nižších cen, větších investic, a rozvoje vodovodní sítě i do odlehlých oblastí, se cena vody zvyšovala, často až mimo dosah nejchudších domácností. Potom, co se korporace z trhů stáhly, z důvodu neuspokojivé návratnosti realizovaných investic, byly ale Světová banka i další instituce zdrženlivé při poskytování pomoci na další rozvoj a provoz těchto sítí.
PPP projekty se realizují především v následujících oborech:
- Dopravní infrastruktura – dálnice, tunely, mosty
- Administrativní a ubytovací kapacity – úřady, soudy, ubytovny, administrativní prostory, věznice
- Zdravotnictví – nemocnice
- Školství – univerzitní komplexy, studentské koleje, školy
- Obrana – výzbroj, speciální infrastruktura
- Další typy infrastruktury – vodárenství, atd.

### Role neziskových organizací
Partnerství mezi veřejným sektorem a neziskovými organizacemi se stávalo běžnějším v průběhu let. Ruku v ruce s takovým nárůstem jde ale i odpovědnosti, kterou tím neziskové organizace získávají. Pro správní orgány se ale stává obtížnějším nechávat tyto společnosti nést odpovědnost za poskytnuté služby, s čím více neziskovými organizace spolupracují. Správní orgány se do této situace většinou dostávají nepřesným zadáním služby, kterou by daná organizace měla plnit. Vzájemná nespokojenost potom často vede k předčasnému ukončení takového partnerství.